# Arsen Žoraevič Galstjan
Arsen Žoraevič Galstjan (in russo Арсен Жораевич Галстян?; Nerkin Karmiraghbyur, 13 febbraio 1989) è un judoka russo, campione olimpico nella categoria fino a 60 kg a Londra 2012.

## Palmarès
- Giochi olimpici estivi

2012 - Londra: oro nei 60 kg.
- Campionato mondiale di judo

2010 - Tokyo: bronzo nei 60 kg.
- Campionati europei di judo

2009 - Tibilisi: oro nei 60 kg.
2011 - Istanbul: bronzo nei 60 kg.